# Bianca Ribi
Pour les articles homonymes, voir Ribi.
Bianca Ribi, née le 27 janvier 1996, est une bobeuse canadienne.

## Palmarès

### Coupe du monde
- 1 podium : 
  - en monobob : 1 victoire.

#### Détails des victoires
| Édition   | Monobob  | Bob à 2 | Total |
| 2022-2023 | Whistler |         | 1     |